# 山下治广
山下治广（日语：／ Yamashita Haruhiro，1938年11月11日—），日本前男子竞技体操运动员。他曾获得1964年夏季奥运会体操比赛男子跳马和团体全能金牌。结婚后他改姓松田。